# 콘도 타카유키
콘도 타카유키(일본어: 近藤 孝行 こんどう たかゆき[*])는 일본의 남성 성우. 1978년 6월 5일 출생. 돗토리현 출신. 성우가 되기 전에는 철도 회사에서 근무했다.